# (20263) 1998 FF16
1998 أف أف 16 (ويعرف أيضًا باسم (20263) 1998 أف أف 16 وفق تسمية الكوكب الصغير) (بالإنجليزية: 1998 FF16)‏ هو كويكب ضمن حزام الكويكبات؛ وترتيبه 20263 من حيث الاكتشاف.
اكتُشف هذا الجُرم الفلكي بواسطة تيتسوؤو كاغاوا في 25 مارس 1998.

## وصلات خارجية
- (20263) 1998 FF16 في قاعدة بيانات مختبر الدفع النفاث لأجرام النظام الشمسي الصغيرة

- الاكتشاف · مخطط المدار ·  العناصر المدارية · المعلمات المادية

- (20263) 1998 FF16 على موقع ويكي سكاي: DSS2, SDSS, GALEX, IRAS, Hydrogen α, X-Ray, Astrophoto, Sky Map, Articles and images